# Вісенте Уйдобро
Вісенте Уйдобро (ісп. Vicente García-Huidobro Fernández; 10 січня 1893, Сантьяго — 2 січня 1948, Картахена) — чилійський поет, прозаїк, літературний і художній критик, драматург і кіносценарист, писав іспанською та французькою мовами.

Разом з Габріелею Містраль, Пабло Нерудою, і Пабло де Рока ім'я Уйдобро включається в Велику четвірку чилійської поезії.
Засновник і активіст безлічі літературних журналів, укладач інтернаціональних поетичних антологій, дружив і співпрацював чи не з усіма представниками світового авангарду епохи (кубізм, дадаїзм, футуризм, сюрреалізм). У 1921 опублікував в Мадриді маніфест «креасьйонізму» (creacionismo), став засновником цього літературного напряму. Найвидатніший представник іспаномовного літературного авангарду першої половини XX ст.